# Afdeling (leger)
Een afdeling is in de Koninklijke Landmacht het artillerie-equivalent van een bataljon.
Tot begin jaren 90 van de 20e eeuw beschikte een afdeling in Nederland over ongeveer 400 kanonniers, verdeeld over vier batterijen, waarvan één stafverzorgingsbatterij. Tegenwoordig beschikt een afdeling over ca. 275 kanonniers, verdeeld over drie batterijen, waarvan één stafverzorgingsbatterij.
Aan het hoofd van een afdeling staat een luitenant-kolonel.
Tot 1841 wordt in het Nederlandse leger de naam Afdeling gebezigd voor een troepenverband overeenkomstig een regiment. Vanaf 1841 heten de Afdelingen Infanterie Regimenten Infanterie. De troepenaanduiding Afdeling wordt dan slechts in de eerst omschreven situatie gebruikt.